# Misleanu
Misleanu – wieś w Rumunii, w okręgu Jałomica, w gminie Perieți. W 2011 roku liczyła 823 mieszkańców.